# César Vieira
César Vieira, nome artístico de Idibal Almeida Piveta (Jundiaí, 1931 – São Paulo, 24 de outubro de 2023), foi um autor, diretor e advogado brasileiro. Um dos fundadores do grupo Teatro Popular União e Olho Vivo, pioneiro na utilização dos processos de criação coletiva, dedicando-se a uma dramaturgia popular e comprometida com o teatro de resistência. Como advogado César Vieira teve importante atuação defendendo presos políticos durante a ditadura militar, entre os anos de 1968-1980, entre eles os presos de maio de 1977 da Liga Operária: Celso Brambilla, Márcia Bassetto Paes e José Maria de Almeida.

## Biografia
Formado em direito, jornalismo e não completando uma formação em dramaturgia na Escola de Arte Dramática (EAD), em 1964, César Vieira participa de atividades teatrais desde meados dos anos 1960. Em 1969, está entre os fundadores do grupo União e Olho Vivo, junto ao Centro Acadêmico 11 de Agosto do Largo São Francisco, que elege um texto seu - O Evangelho Segundo Zebedeu - para iniciar suas atividades, sob a direção de Silnei Siqueira.
Montado num circo no Parque Ibirapuera, o empreendimento realiza uma itinerância pelos bairros populares paulistas, caracterizando o grupo que, ao desligar-se do ambiente acadêmico, envereda por um decidido caminho de arte popular. A dramaturgia de César Vieira está umbilicalmente vinculada às propostas de coletivização, co-participação e aberta às contribuições de sua equipe artística, razão pela qual ele é um dos mais antigos militantes desse tipo de dramaturgia. A ideia dos espetáculos nasce de trabalhos internos de improviso e estudos, cabendo-lhe dar a forma final e aprimorar os diálogos.
Antes de dedicar-se ao teatro, César Vieira escreve algumas obras em prosa, no início dos anos 1960 (biografias de Alexandre de Gusmão e Santos Dummont), sem repercussão maior. Com Corinthians, Meu Amor, em 1967, inicia-se no teatro. Suas peças escritas para o grupo União e Olho Vivo são: O Evangelho Segundo Zebedeu, 1969 - Prêmio Associação Paulista de Críticos de Arte, APCA, de melhor autor nacional; Rei Momo, 1972; Bumba Meu Queixada, 1978; Morte aos Brancos, A Lenda de Sepé Tiaraju, em 1984; Barbosinha Futebó Crubi - Uma História de Adonirans, em 1991; Os Juãos e os Magalís - Uma Chegança de Marujos, em 1996 - pelo qual recebe o Prêmio Dramaturgia Funarte-MinC; Brasil Quinhentão!??, em 1998, premiado com o Mambembe e o Flávio Rangel MinC; e A Revolta da Chibata - A História de João Cândido, um Almirante do Povo, em 2000.
Em todas elas o "tema da organização da revolta ou a luta contra a opressão é dominante, uma vez que essa mensagem é de fundamental importância para os propósitos do grupo. Em sua maior parte, são criações que enfatizam elementos folclóricos ou tomam um folguedo popular como forma expositiva, nela depositando sua força de comunicação com um público majoritariamente popular".

## A Revolta da Chibata
O professor e crítico Antonio Candido registra sobre A Revolta da Chibata: "César Vieira recria a façanha de 1910 na chave da arte, jogando com a imaginação e a fantasia que permitem realçar os traços da verdade. É o que faz esta peça por meio da música, da cor, do gesto organizado, da sátira, da indignação - dispostos em quadros sucessivos segundo um ritmo de vai-e-vem no tempo, de modo a modular uma espécie de grande parada histórica não convencional. Ao fazer isso o autor de João Cândido do Brasil ilumina um dos dramas mais heroicos e sombrios de nossa história contemporânea, contribuindo para reescrevê-la sem as deformações impostas pelos grupos dominantes. Assim foi que, lentamente, com dificuldade, Palmares deixou de ser nos livros escolares um feito de Domingos Jorge Velho para tornar-se o que foi: a epopeia de Zumbi e sua gente. Do mesmo modo, a revolta baiana dos alfaiates, explosão do povo oprimido, custou a sair do esquecimento a que fora relegada e passou a existir como capítulo importante de nossas lutas sociais. Quer dizer que a verdade dos oprimidos pode acabar se sobrepondo à ideologia mutiladora dos opressores. Para isso contribui esta peça de necessária radicalidade, que mostra mais uma vez a força humanizadora do Teatro Popular União e Olho Vivo".

## Morte
César Vieira morreu em 24 de outubro de 2023, aos 92 anos de idade. O Presidente do Brasil Luiz Inácio Lula da Silva lamentou sua morte e homenageou-o nas redes sociais.

## Dramaturgia
- Um Uísque para o Rei Saul, com a participação de Glauce Rocha.
- O Elevador
- O Transplante
- Luz de Emergência

## Obras publicadas
- Em Busca de um Teatro Popular. Equipe: São Paulo, 1977, 1981. Funarte 2007.
- Bumba, Meu Queixada. Graffiti: São Paulo, 1980.
- Morte aos Brancos a Lenda de Sepe Tiaraju. Tche, 1987
- João Cândido do Brasil: a Revolta da Chibata. Casa Amarela: São Paulo, 2003.

## Prêmios
- 1969 - Prêmio Associação Paulista de Críticos de Arte, APCA, de melhor autor nacional por O Evangelho Segundo Zebedeu.[1]
- 1996 - Prêmio Dramaturgia Funarte-MinC por Os Juãos e os Magalís - Uma Chegança de Marujos.[1]
- 1998 - Prêmios Mambembe e Flávio Rangel/MinC por Brasil Quinhentão!??[1]